# Косовски управни округ
Косовски управни округ је управни округ у административном систему Републике Србије, на подручју Аутономне Покрајине Косова и Метохије. Званично седиште округа налази се у граду Приштини, али окружна управа је почевши од 1999. године измештена и потом се налазила у оближњој Грачаници.
Косовски округ обухвата општине:
1. Град Приштина место Приштина
2. Општина Глоговац место Глоговац
3. Општина Качаник место Качаник
4. Општина Косово Поље место Косово Поље
5. Општина Липљан место Липљан
6. Општина Обилић место Обилић
7. Општина Подујево место Подујево
8. Општина Урошевац место Урошевац
9. Општина Штимље место Штимље
10. Општина Штрпце место Штрпце

## Историја
Након ослобођења од османске власти (1912) и укључивања у састав Краљевине Србије, на ширем подручју Косовског поља и Косовског Поморавља формиран је Приштински округ, који је такође називан и Косовским округом, а седиште окружног начелства налазило се у Приштини. Новостворени округ обухватао је четири среза: Гњилански, Грачанички, Лабски и Неродимски. Такво стање задржано је и за време Краљевине СХС, све до 1922 године, када је подручје Косовског округа подељено између новостворених области, Косовске и Врањске. Наредна административна промена извршена је 1929. године, када су сва та подручја подељена између новостворених бановина, Моравске и Вардарске, а такво стање задржано је све до 1941. године. За време Другог светског рата, окупатори су 1941. године установили Приштинску префектуру, која је функционисала све до ослобођења 1944. године.
Данашњи Косовски округ установљен је уредбом Владе Републике Србије од 29. јануара 1992. године, која је прописивала делокруг и начин вођења разних послова државне управе, које министарства обављају изван својих седишта, у окрузима као подручним огранцима државне власти. Према тој уредби, Косовски округ је обухватао Град Приштину и осам општина: Глоговац, Качаник, Косово Поље, Липљан, Обилић, Подујево, Урошевац и Штимље.  Накнадно је Косовском округу прикључена и Општина Штрпце, која је средином исте године (1992) издвојена из састава Призренског округа. Према уредби Владе Републике Србије од 23. фебруара 2006. године, сви окрузи су променили назив у управни окрузи.
На подручјима која улазе у састав Косовског округа, кретање укупног броја становника било је обележено убрзаним порастом: 394.874 (1971), 525.796 (1981), 672.292 (1991). Током новије историје, првобитни етнички и верски састав становништва на том простору знатно се променио, тако да након исељавања и протеривања Срба и припадника других народа, велику већину становништва на подручју Косовског округа данас чине Албанци.